# Метрополен регион Рейн-Некар
Метрополен регион Рейн-Некар (на немски: Metropolregion Rhein-Neckar), само Рейн-Некар (Rhein-Neckar), още Регион Рейн-Некар (Region Rhein-Neckar) или Рейн-Некар-Драйек (Rhein-Neckar-Dreieck, „драйек“ = триъгълник), е историко-географски и (от 2005 г.) статистически метрополен регион в югозападната част на Германия. Обхваща части от федералните провинции Баден-Вюртемберг, Рейнланд-Пфалц и Хесен.

### География
Площ: 5637 кв. км. Население: 2 355 384 жители, на 7-о място по БВП сред германските метрополни региони. Гъстотата на населението в региона е 418 жители на кв. км.
Регионът има благоприятно географско разположение на кръстопътя на 2 от важните европейски транспортни коридора в направления север-юг и изток-запад.
Представлява в централната си част гъсто населена равнина около долината на 2-те плавателни реки Рейн и Некар, между планините Оденвалд на югоизток, Пфелцервалд на запад и Бергщрасе на изток. Равнината е отворена на север и юг по течението на р. Рейн (част от Горнорейнската долина), както и на югоизток по тясната долина на р. Некар.
Естественият център на Рейн-Некар-драйек са градовете Манхайм (311 хил. жители) и Лудвигсхафен (167 хил. жители), разположени на срещуположните брегове на река Рейн на мястото, където другата плавателна река - Некар, се влива в Рейн. Друг по-голям град, Хайделберг (143 хил. жители), отстои само на около 20 км югозападно от Манхайм. Няколко града с по над 50 хил. жители - Шпайер, Вормс, Шветцинген, Франкентал, Бад Дюркхайм, Ландау, Гермерсхайм, Нойщад и др., заедно с многобройни по-малки селища, оформят хетерогенния характер на региона.

### История
Хората в отделните части на Рейн-Некар-Драйек имат изразени местни традиции и самосъзнание, като някои от тях същевременно се самовъзприемат като част от други обособени региони със собствени традиции – напр. Преден и Южен Пфалц, Курпфалц, Оденвалд и др. Границите помежду им често са размити, базират се върху разнородни исторически традиции или се препокриват. В това объркващо за външния наблюдател многообразие като че ли най-добре се отразява традицията на немския партикуларизъм, миналото на многобройните германски държави и държавици с променливите им съдби и граници.
Историческото название на централната част на региона е „Курпфалц“ (Kurpfalz). През романската епоха столицата на Свещената римска империя се намира в град Шпайер. По-късно Хайделберг - резиденцията на пфалцграфовете, играе за дълъг период важна роля в германската и европейската история. Както през Тридесетгодишната война, така и при войните с Луи XIV почти без изключения по-големите населени места в региона са опустошени, но плодородната му природа и разположението му на важен кръстопът неизменно водят до възстановяване на населението и на икономическата мощ на региона.
През 1720 г. католическата Вителсбахска династия премества столицата на кралството си от преобладаващо протестантския Хайделберг в новооснования (получил статут на град през 1607 г.), бароков Манхайм - сред малкото германски градове, създадени „на чертожната дъска“. От края на 17 век Манхайм за около 1 век изживява необикновен подем и съперничи по притегателна сила с най-големите германски културни средища за времето си. През 1778 г. столицата на кралството отново е преместена, този път извън региона - в Мюнхен. През 19 век Манхайм, а малко по-късно и новосъздаденият Лудвигсхафен, се превръщат в едни от най-важните германски индустриални центрове.

### Икономика
В региона се намират централите или важни филиали на значими фирми като BASF, „Даймлер“, „Джон Диър“, ABB, Heidelberger Druckmaschinen, Heidelberger Zement, SAP и др. Безработицата в региона е 5,7% през 2007 г.

### Забележителности
3 от забележителностите в региона са паметници на културата, включени в Списъка на световното културно и природно наследство на ЮНЕСКО: катедралата в Шпайер, манастирът в Лорш и Горногерманският лимес.
Замъците в Манхайм, Хайделберг както, и крепостите на Вайнхайм, Нойщад.